# O'Reilly Island
O'Reilly Island är en ö i Kanada.   Den ligger i territoriet Nunavut, i den nordöstra delen av landet, 2 800 km nordväst om huvudstaden Ottawa. Arean är 7,3 kvadratkilometer.
Terrängen på O'Reilly Island är mycket platt. Öns högsta punkt är 30 meter över havet. Den sträcker sig 7,4 kilometer i nord-sydlig riktning, och 1,9 kilometer i öst-västlig riktning.